# فرودگاه آبی لک اس ایباستین
فرودگاه آبی لک اس ایباستین  (به انگلیسی: Lac Sébastien Water Aerodrome) یک فرودگاه خصوصی است که یک باند فرود آب دارد. این فرودگاه در کشور کانادا قرار دارد و در ارتفاع ۱۷۷ متری از سطح دریا واقع شده است.